# Désignation du pays organisateur du Championnat d'Europe de football 2012
Le pays organisateur du Championnat d'Europe de football 2012 est désigné le 18 avril 2007 par le comité exécutif de l'UEFA réuni à Cardiff, au pays de Galles. 
Initialement, sept pays (dont deux duos) se sont portés candidats pour l'attribution de ce championnat, avant que l'UEFA ne réduise ce nombre à cinq après un premier vote. Finalement, c'est l’association Pologne - Ukraine qui est choisie pour recevoir les meilleures équipes européennes, pour la première fois dans l'histoire des deux nations.

## Dépôt des candidatures
Les dossiers de candidatures doivent être déposés au siège de l'UEFA avant le 31 mai 2006. 

## Procédure du vote

### Règlement
Le pays choisi comme organisateur doit recueillir la majorité absolue des membres du comité exécutif de l’UEFA. Le vote se déroule à bulletin secret. 

### Déroulement du vote
Le 8 novembre 2005, l'Italie obtenait onze voix, et accédait à la seconde phase, tout comme la Croatie et la Hongrie (neuf voix) et le duo Pologne / Ukraine (sept voix). La candidature turque, avec un vote de moins, était éliminée. Celle grecque, avec ses deux voix, arrivait à la dernière place du scrutin. 
Le 31 mai 2006, les dossiers des trois candidats à l'Euro étaient rendus. En septembre, l'UEFA examinait en se rendant sur place l'état des lieux. Le 18 avril 2007 à Cardiff, au pays de Galles, le Comité exécutif de l'UEFA effectuait son choix à bulletins secrets, après avoir étudié scrupuleusement les dossiers des trois candidats en lice pour l'organisation de la compétition. Avec une majorité de huit voix, le duo Pologne / Ukraine était choisi devant l'Italie,, que les médias donnaient favorite,, et le duo Croatie / Hongrie.

Logos des trois candidatures présentes au second tour de vote

| Fédérations candidates | 1er tour | 2e tour |
| ---------------------- | -------- | ------- |
| Pologne / Ukraine      | 7        | 8       |
| Italie                 | 11       | 4       |
| Croatie / Hongrie      | 9        | 0       |
| Turquie                | 6        |         |
| Grèce                  | 2        |         |
| Total des votes        | 35       | 12      |

### Comité exécutif de l'UEFA

Logo de la candidature de l'Ukraine-Pologne

| - 1 : Michel Platini (Président) - 2 : Şenes Erzik - 3 : Geoff Thompson - 4 : Angel María Villar Llona - 5 : Gerhard Mayer-Vorfelder - 6 : Marios N. Lefkaritis - 7 : Franco Carraro | - 8 : Viacheslav Koloskov - 9 : Gilberto Madail - 10 : Joseph Mifsud - 11 : Per Ravn Omdal - 12 : Mircea Sandu - 13 : Mathieu Jeu Sprenger - 14 : Hryhoriy Surkis |

Du fait de leur nationalité, Franco Carraro et Hryhoriy Surkis n'ont pas pu participer aux deux votes.

## Dossier des candidats

### Carte des villes concernées
| \| Milan Udine Florence Bari Naples Palerme Rome Turin Varsovie Poznań Gdańsk Wrocław Kiev Donetsk Kharkiv Lviv Budapest Debrecen Győr Székesfehérvár Osijek Rijeka Split Zagreb \| Localisation des villes candidates ( désigne la ville candidate à l'organisation de la finale). |
| Milan Udine Florence Bari Naples Palerme Rome Turin Varsovie Poznań Gdańsk Wrocław Kiev Donetsk Kharkiv Lviv Budapest Debrecen Győr Székesfehérvár Osijek Rijeka Split Zagreb |